# Augustin Dutertre de La Coudre
Augustin Louis Marie Joseph Pie Dutertre de La Coudre est un homme politique français né le 25 août 1878 à Nantes et mort le 9 août 1952 à Machecoul (Loire-Inférieure). 

## Biographie
Augustin Dutertre de La Coudre est le fils de Louis Dutertre de La Coudre, officier d’infanterie, et de Marie Allégret.
Durant la Première Guerre mondiale, il sert avec le grade d'adjudant dans l'infanterie de marine puis, à sa demande, passe aviateur observateur en 1916.
Propriétaire terrien, il est maire de Machecoul et conseiller général depuis près de 40 ans quand une organisation législative partielle, organisée en raison de l'élection au Sénat du député de la circonscription, lui donne l'occasion d'entrer au Parlement.
Membre de la direction du Parti républicain national et social, il se présente avec le soutien de la conservatrice Fédération républicaine. Élu dès le premier tour de scrutin, Augustin Dutertre de La Coudre ne montera jamais à la tribune de la Chambre des députés. Le 10 juillet 1940, il vote en faveur de la remise des pleins pouvoirs au Maréchal Pétain. Il ne retrouve pas le chemin du Parlement après la Seconde Guerre mondiale.
Un de ses neveux, Jean Allard de Grandmaison, deviendra lui aussi maire de Machecoul.

## Sources
- « Augustin Dutertre de La Coudre », dans le Dictionnaire des parlementaires français (1889-1940), sous la direction de Jean Jolly, PUF, 1960 [détail de l’édition]
- "Un maire, soldat et photographe de guerre" (Ouest-France)